# Seltene Erden-Gläser
Als Seltene Erden-Gläser (Syn. Alexandrit-Glas, Heliolit-Glas, Royalit-Glas, Prasemit-Glas) werden Gläser bezeichnet, die mit Hilfe von Seltenen Erden-Oxiden, insbesondere von Neodym, Praseodym und Cer eingefärbt werden.
Zusätze von Seltenen Erden-Oxiden werden seit dem ersten Drittel des 20. Jahrhunderts zur Färbung von Kunst- und Gebrauchsglas eingesetzt. Die ersten Glasobjekte wurden 1928 von der Karlsbader Glasmanufaktur Moser hergestellt und Ende der 1920er Jahre mit großem Erfolg zunächst in Europa, einige Jahre später auch in Amerika kommerziell vertrieben. Einige, insbesondere mit Neodym(III)-oxid bzw. mit Mischungen von Neodym(III)-oxid und Praseodym(III,IV)-oxid bzw. Selen(IV)-oxid gefärbten Gläser zeichnen sich z. T. durch intensive dichroitische Effekte aus. Seltene Erden-Gläser sind vor allem unter den Handelsnamen Alexandrit-, Heliolit-, Prasemit- und Royalit-Glas bekannt.

## Herkömmliche Glasfärbung mit Metalloxiden
Bereits seit der Antike wurden Gläser mit verschiedenen Metalloxiden gefärbt. Eisenhaltiges Schwarzlot wurde bereits in Mesopotamien zur Färbung von Fayencen verwendet. In Abhängigkeit von der Konzentration der eingesetzten Metalloxid-Zusätze, Temperatur, Zeit der Wärmeeinwirkung und einem reduzierenden oder oxidierendem Milieu während des Schmelzprozesses konnten jeweils unterschiedliche Glasfarben erzeugt werden. Unter oxydierenden Bedingungen bringt der Zusatz von Eisen(III)-oxid eine gelblichbraune Färbung des Glases hervor, während unter reduzierenden Bedingungen dunkelgrüne Gläser hergestellt werden können. Ein ähnliches Verhalten zeigen auch Zusätze von Mangan(IV)-oxid: schwarze Glasfarben in einem oxidierenden Milieu bzw. violett- bis amethystfarbene Färbungen in einem reduzierenden Milieu.
Die wichtigsten Zusätze zur Glasfärbung waren weiterhin: Kupfer(II)-oxid (blaugrün), Kupfer(I)-oxid (rot), Cobalt(II,III)-oxid (ultramarin bis pink), Chrom(III)-oxid (grasgrün bis rotgelb), Uran(IV)-oxid (leuchtend gelb bis grasgrün – Annagelb / Annagrün  – mit deutlich hellgrüner Fluoreszenz), Selen(IV)-oxid (rosa / Rosalin), Selen(IV)-oxid in Bleiglas (gelb), Selen(IV)-oxid mit Cobalt(II)-oxid (rubinrot irisierend – Selenrubinrot), Selen(IV)-oxid mit Zinn(IV)-oxid (dunkelrubinrot) sowie Silber (helles gelb – Silbergelb) und Gold (tiefes dunkelrot – Goldrubin, nach Lösung in Königswasser und Tempern bei ca. 700 Grad).

## Glasfärbung mit Seltenen Erden - Oxiden
Nach der Entdeckung der Seltenen Erden-Elemente Neodym und Praseodym 1895 durch Carl Auer von Welsbach begann man nach Anwendungsmöglichkeiten für die neu entdeckten Substanzen zu suchen. Bereits um 1900 wurden erste Glasfarben mit Seltenen Erden hergestellt: der rotviolett fluoreszierende Didymglaswürfel, der sich in der Sammlung der Experimental-Physik der Universität Innsbruck befindet und für Fluoreszenzversuche verwendet wurde, besteht aus Bleiglas mit Beimengungen von Zink-, Neodym- und Praseodymoxiden.

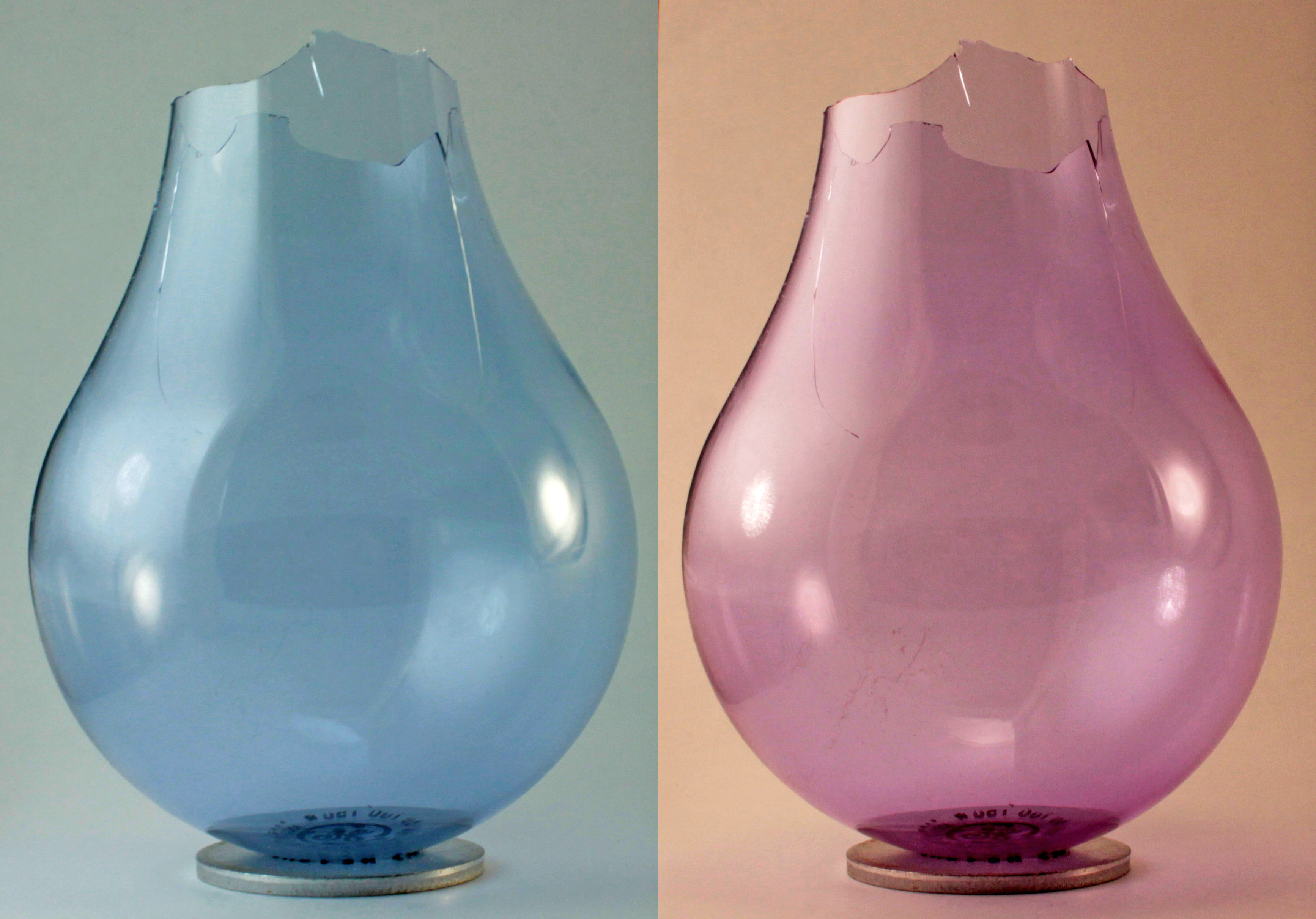
Diachroitischer Effekt in Neodymgläsern

1913 beschrieb C. Richard Böhm neben zahlreichen technischen Anwendungsbereichen die Verwendung von Neodym(III)-oxid zur Färbung von Glas. Bei Schott in Jena  wurden Glasfärbeversuche durchgeführt. Nach dem Ersten Weltkrieg setzte eine verstärkte Forschung zur Anwendung der Stoffgruppe der Seltenen Erden (SE) ein. So wurde beobachtet, dass Gläser eine wesentlich intensivere Farbe zeigten, wenn sie mit Zusätzen von Cer, Praseodym(III, IV)- oder Neodym(III)-oxid geschmolzen wurden. 1923 wurde eine Methode beschrieben, mittels Neodym(III)-oxid Borosilikatglas zu entfärben.
Der Einsatz von SE-Oxiden zur Glasfärbung beschränkte sich zunächst aufgrund der kostspieligen Herstellung der Substanzen auf Laborexperimente. Mitte der 1920er Jahre begann der Karlsbader Hersteller von Luxusglas Leo Moser eine Zusammenarbeit mit der Deutschen Glasglühlicht Auer-Gesellschaft sowie mit Franz Weidert und Hermann Heinrichs vom Kaiser-Wilhelm-Institut für Silikatforschung. Gemeinsam entwickelte man zwischen 1927 und 1930 etwa 50 neue Farbtöne mit Hilfe von Zusätzen von Seltenen Erden-Oxiden, von denen zehn Glasfarben in der industriellen Produktion von Moser eingesetzt wurden.
So wurde beobachtet, dass Gläser mit 4 % Neodym(III)-oxid in dünnen Schichten blau gefärbt sind, während sich in massiven Glasobjekten eine tiefe burgunderrote bis dunkelviolette Farbe zeigt. Neodymoxidhaltige Gläser sind darüber hinaus durch eine starke Absorption im gelben Bereich gekennzeichnet. In Abhängigkeit von der Beleuchtungsquelle (und damit vom Verhältnis von Rot-Blau-Anteilen im Licht) ändert sich der Farbeindruck: Während die Gläser im Kunstlicht blau erscheinen, zeigen sie bei Tageslicht eine rosa, purpur bis intensive violette Färbung. Dieser Dichroismus kommt insbesondere bei dicken und geschliffenen Glasobjekten zur Geltung. Moser gab diesen Gläsern in Anlehnung an das Mineral Alexandrit den Handelsnamen Alexandrit-Glas, wobei die Namensbezeichnung unglücklich gewählt war, da das Mineral Alexandrit durch einen intensiven Farbwechsel von grün nach rot gekennzeichnet ist.
Erste Gläser mit Färbung durch Seltene Erden-Oxiden wurden von Moser 1928 auf der Frühjahrsmesse in Leipzig vorgestellt. Im folgenden Jahr wurden von der Deutschen Glasglühlicht Auer-Gesellschaft zwei Verfahren zur Rotfärbung von Gläsern mittels Zusatz von Seltenen Erden als Patent eingetragen. Moser meldete im gleichen Jahr die neuen Farbgläser zum Musterschutz an. Zeitgleich mit dem Alexandrit-Glas wurde Heliolit-Glas vorstellt, das ebenfalls über einen deutlichen Dichroismus von sandgelb / apricotfarben nach grün zeigt und durch Zusätze von Neodym- und Praseodymoxid eingefärbt wurde.
1930 folgte die Einführung des rotvioletten bis grauen Royalit-Glases (Goldrubingläser mit Neodym(III)-oxid und Selen gefärbt) und dem kommerziell weniger erfolgreichen gelbgrünen Prasemit - Glas, das mit Praseodym(III, IV)-oxid gefärbt wurde und in dünnen Schichten gelb, in massivem Glas dagegen dunkelgrün erscheint.
Darüber hinaus experimentierte man mit verschiedenen Mischungsverhältnissen von Neodym- und Praseodym-Oxiden. Mit einem Mischungsverhältnis von 1:1 lässt sich eine olivgrüne Glasfarbe darstellen, während bei einem Verhältnis von 1:1,5 die Farbe allmählich verblasst (Neodymiumgrau).
Die Anwesenheit von Cer verleiht Glas einen leichten Gelbstich, durch weiteren Zusatz von Titan(IV)-oxid im Verhältnis 1:2 lässt sich hingegen eine leuchtend zitronengelbe Farbe realisieren. Die Kombination von Cer- und Metalloxiden ergibt intensive Glasfarben, wie unter anderem die Mischung mit Cobalt (Pyrexblue) oder mit Chrom (Smaragdgrün).

## Verwendung
Alexandrit – Flakon (1926/30) von Marianne Rath (Museum für Angewandte Kunst, Wien)

Link zum Bild

Heliolit – Vase von  Hessenglas GmbH (Oberursel)

Link zum Bild

Royalit – Puderdose von Franz Burkert (Oberursel)

Link zum Bild

Neben der Glasfärbung werden Seltene Erden vielfältig in der Technik eingesetzt, u. a. als Sonnenschutzglas, in Neodym-YAG-Lasern, zum Entfärben von eisenhaltigen Glasschmelzen sowie aufgrund der scharfen Absorptionsbanden der Neodym-Gläser in der Astronomie zum Kalibrieren.
In der Glasverarbeitung erregten die neuen Glasfarben nach der Leipziger Frühjahrsmesse 1928 großes Aufsehen. Peter Behrens wurde auf die neuartigen Glasfarben aufmerksam und entwarf 1929 eine Glasserie, die jedoch nicht in Produktion gegangen ist. Durch den guten Kontakt von Leo Moser zu renommierten Glasschleifern und Glaskünstlern wurden Anfang der 1930er Jahre zahlreiche Glasobjekte und Glasserien vorgestellt, die durch eine besonders entwickelte Schlifftechnik die brillanten Farben und den einzigartigen Farbwechsel besonders zum Ausdruck brachten. So entwarf beispielsweise Marianne Rath für J. &. L. Lobmeyr in Wien die Rare Earth-Serie mit farbintensiven Schalen und Flakons. In Karlsbad entwickelte Heinrich Hussmann eine ganze Reihe von Vasen, Jardinièren, Schüsseln, Gläsern und Flakongarnituren mit gewellten Oberflächen und scharfen Keilschnittkanten, die ein einzigartiges Farbspiel erzeugen.
In den 1930er Jahren verbreitete sich die Verwendung von Seltenen Erden-Glasfarben schnell. Die Firma J. Riedel nutzen die Seltenen Erden-Oxide zur Färbung von Glasstäben, die in der Gablonzer Schmuckindustrie weiterverarbeitet wurden. In Amerika stellten in den 1930er Jahren die Firmen A. H. Heisey & Co (Handelsname Empress-Glass), die Steuben Glass Works (Serie Wisteria, bis 1934), die Cambridge Glas Company (Serie Heatherbloom, 1931 bis 1936), die Firma Morgantown (Alexandrite-Glass) und die The Fostoria Company (Serie Wisteria, 1931–1938) zahlreiche neodymoxidgefärbte, lavendel- bis amethystfarbene Pressglasgefäße und Glasservices her.
Mit dem Zweiten Weltkrieg und dem damit einhergehenden Rohstoffmangel kam die Verwendung von SE-Oxiden in der Kunst- und Gebrauchsglasherstellung zunächst zum Erliegen. Man versuchte die sehr beliebte tiefviolette Glasfärbung zu imitieren, meist durch den Einsatz von preisgünstigem und leichter verfügbaren Manganoxid. Trotz fehlendem Zusatz von SE-Oxiden und fehlendem dichroitischem Effekt wurde das Glas trotzdem unter dem Handelsnamen Alexandrit vertrieben und führte so zu einer Täuschung der Verbraucher (z. B. Gläser von Thomas Webb und Stevens & Williams in Stourbridge).
Vereinzelt wurden nach 1948 bei tschechischen Herstellern von hochwertigem Kunstglas wieder neodymoxidgefärbte Gläser, vornehmlich Alexandrit-Gläser verwendet, u. a. bei Frantisek Halama in Zelesny Brod und als Pink Luxodine bzw. Luxodin in der tschechischen Glasfabrik ZBS (Zeleznobrodske Sklo A. S.). Hier wurden die hochwertigen Glasvasen, die u. a. von Miroslav Klinger entworfen wurden, auch in Alexandrit-Glas ausgeführt. Das Karlsbader Unternehmen Moser setzt bis heute die Tradition fort, Seltene Erden-Gläser für die hochpreisige Kunstglasherstellung zu verwenden.
In den USA wurde in einigen Glasfabriken, wie in der Tiffin Glass Company (Serie Twilight und Dawn), in der Fenton Art Glass Company (Serie Wisteria) und in der Boyd`s Crystal Art Glass-Company (Serie Alexandrite) ab den 1950er Jahren in kleinen Serien lavendelfarbene Neodym-Glasobjekte hergestellt. Amethystfarbenes Neodym-Glas wurde in Amerika auch in der Schmuckindustrie, u. a. von Kramer of NY, Eisenberg, Weiss und Vogue verwendet.

## Rezeption
Glasobjekte, wie Vasen und Schalen aus Alexandrit-, Heliolit-, Prasemit- und Royalit-Glas finden sich heute in zahlreichen Sammlungen von internationalen Glas- und Designmuseen, u. a. im Moser-Glasmuseum in Karlsbad, im Museum für Angewandte Kunst Wien, Glasmuseum Hentrich Düsseldorf, im Passauer Glasmuseum und im Bröhan-Museum in Berlin.
Kunstvoll geschliffene und mit SE-Oxiden gefärbten Glasobjekte, insbesondere aus der frühen Zeit der Herstellung, werden im Kunsthandel verhältnismäßig hoch gehandelt. Für geschliffene und polierte Glasobjekte vor allem aus Alexandrit-Glas werden auf Kunstauktionen häufig Preise zwischen mehreren Hundert bis einigen Tausend Euro aufgerufen.